# Pete Souza

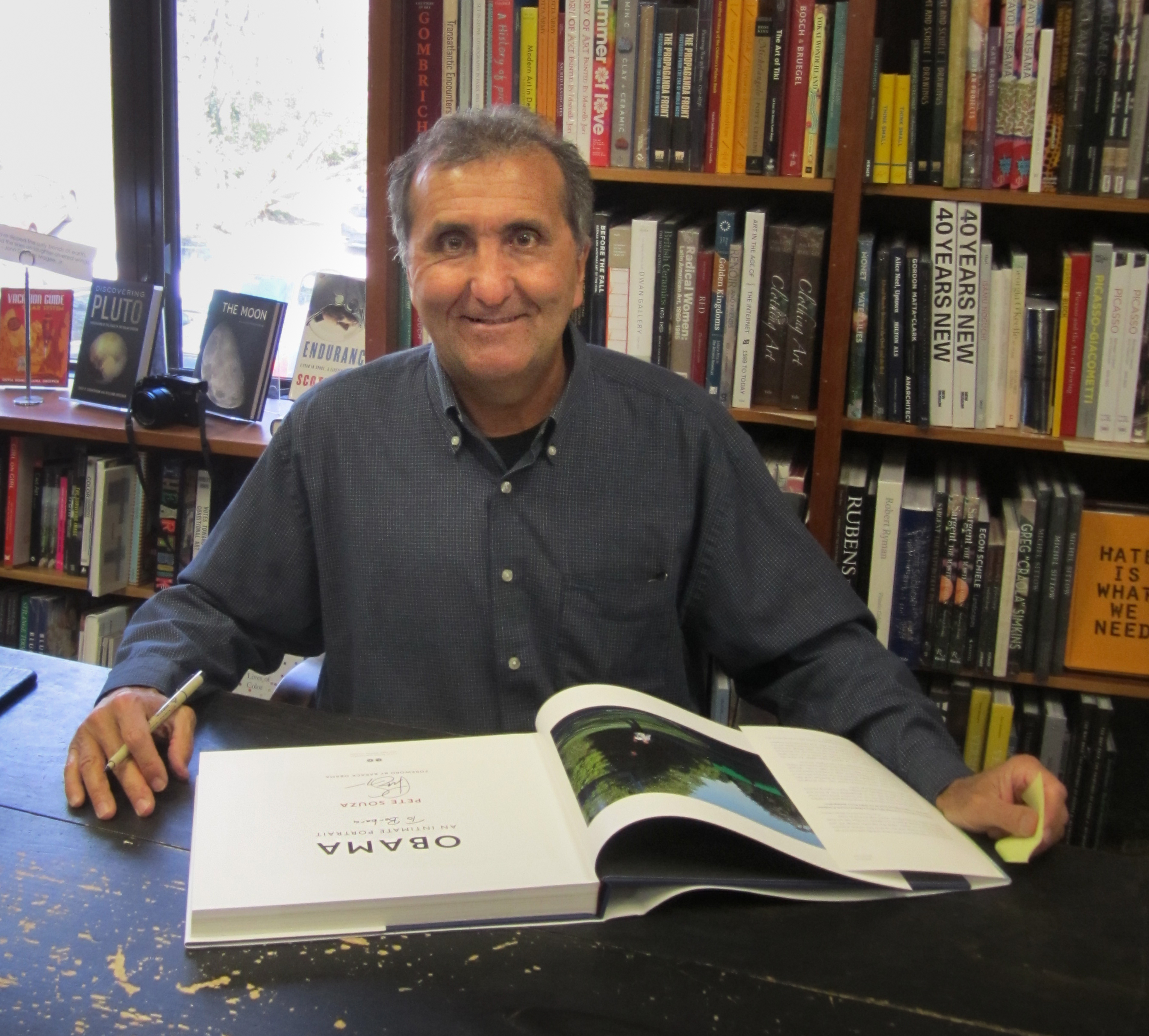
Pete Souza

Peter Joseph Souza (New Bedford, 31 de dezembro de 1954) é um fotojornalista norte-americano lusodescendente e ex-diretor do Gabinete de Fotografia da Casa Branca durante os mandatos dos presidentes norte-americanos Ronald Reagan e Barack Obama.
Foi fotógrafo do The Chicago Tribune, no escritório de Washington, DC de 1998 a 2007; durante esse período, também acompanhou a ascensão do então senador Obama à presidência.

## Biografia
Souza nasceu em New Bedford, Massachusetts, e cresceu em South Dartmouth, Massachusetts, filho de uma enfermeira e de um mecânico de barcos. É de ascendência portuguesa; ambos os avós emigraram dos Açores.
Souza formou-se cum laude num bacharelato de comunicação pública pela Universidade de Boston em 1976 e mestrado em jornalismo e comunicação de massas pela Universidade Estatal do Kansas.

## Carreira

### Início de carreira
Souza começou a sua carreira na década de 1970 no Kansas no Chanute Tribune e no Hutchinson News . No início dos anos 80, foi fotógrafo do Chicago Sun-Times. Foi fotógrafo oficial da Casa Branca para o presidente Ronald Reagan de junho de 1983 até 1989. Também foi o fotógrafo oficial dos serviços funerários de Ronald Reagan em 2004.
No final do governo Reagan, Souza continuou a trabalhar em Washington, DC. Entre 1998 e 2007, foi fotógrafo do escritório do Chicago Tribune em Washington, DC. Souza também trabalhou como freelancer nas revistas National Geographic e Life . Depois dos ataques terroristas de 11 de setembro de 2001, foi um dos primeiros jornalistas a cobrir a guerra no Afeganistão e a queda de Cabul.

### Com Barack Obama
Em 2004, Jeff Zeleny, agora correspondente político da CNN, pediu a Souza que fotografasse um projeto que documentasse o primeiro ano de Barack Obama como senador dos EUA .
Souza cobriu a chegada de Obama ao Senado em 2005, tendo conhecido o senador pela primeira vez no primeiro dia de Obama no Senado. Documentou o tempo de Obama no Senado, seguindo-o em muitas viagens ao exterior, incluindo ao Quénia, África do Sul e Rússia . Neste processo, ele não só se aproximou do senador Obama, ele acabou seguindo a sua ascensão à presidência. Em julho de 2008, Souza publicou um livro bestseller de fotografia  , The Rise of Barack Obama, com fotografias entre 2005 e 2008.
Em maio de 2009, Souza começou a usar o Flickr como um canal oficial para divulgar as fotos da Casa Branca. As fotos foram publicadas inicialmente com uma licença Creative Commons, que exigia que os fotógrafos originais fossem creditados. Posteriormente, o Flickr criou uma nova licença que identificou as fotografias como "United States Government Work", que não possui restrições de direitos de autor.
Souza foi professor assistente de fotojornalismo na Escola de Comunicação Visual da Universidade de Ohio . Após a eleição de novembro de 2008, foi convidado para ser fotógrafo oficial da Casa Branca pela segunda vez para o novo presidente eleito, Obama . Em 14 de janeiro de 2009, o novo retrato presidencial foi apresentado; foi a primeira vez que um retrato presidencial oficial foi tirado com uma câmara digital. Uma semana depois, Souza estava presente na tomada de posse e, no dia seguinte, foi o único fotógrafo presente no segundo juramento de Obama no seu primeiro dia de trabalho no Salão Oval .
Em 2010, a National Geographic produziu um programa sobre Souza intitulado O Fotógrafo do Presidente, cujo assunto principal era Souza e o seu trabalho e analisando os fotógrafos anteriores da Casa Branca.
A fotografia de Souza tirada às 16h06 do dia 1 de maio de 2011, na Sala de Situação durante o ataque a Osama bin Laden, apresentando Obama, o vice-presidente Joe Biden, a secretária de Estado Hillary Clinton e outras pessoas, rapidamente se tornou uma imagem icónica. Também se tornou uma das imagens mais vistas no Flickr.
Como fotógrafo da Casa Branca, Souza viajou com o presidente para documentar cada encontro, viagem e encontro para registo histórico. Juntamente com a sua equipa, Souza tirou quase  20.000 fotos por semana.
Em novembro de 2011, Souza foi incluído na lista da publicação The New Republic das pessoas mais poderosas mas menos conhecidas de Washington.
Além de usar câmaras muito sofisticadas para a fotografia presidencial, Souza tirou fotos ocasionalmente com o seu iPhone .

### Pós Administração Obama
Em 2017, Souza recebeu uma proposta de contrato de livro da editora Little, Brown and Company para publicar um livro de fotografia sobre o seu trabalho como fotógrafo da Casa Branca intitulado Obama: Um Retrato Íntimo: A Presidência Histórica em Fotografias .
Na tomada de posse de Donald Trump como presidente em 2017, Souza começou a partilhar fotografias de Obama na sua conta de Instagram, muitas vezes com críticas sobre a nova administração. Em Abril de 2017, tinha mais de um milhão de seguidores no Instagram e atingiu os dois milhões em Agosto de 2018 à medida que continuou a criticar a presidência de Trump através de fotografias contrastantes de Obama. Em 2018, anunciou a publicação de um novo livro intitulado Shade: A Tale of Two Presidents, comparando as administrações Obama e Trump.

## Fotografias

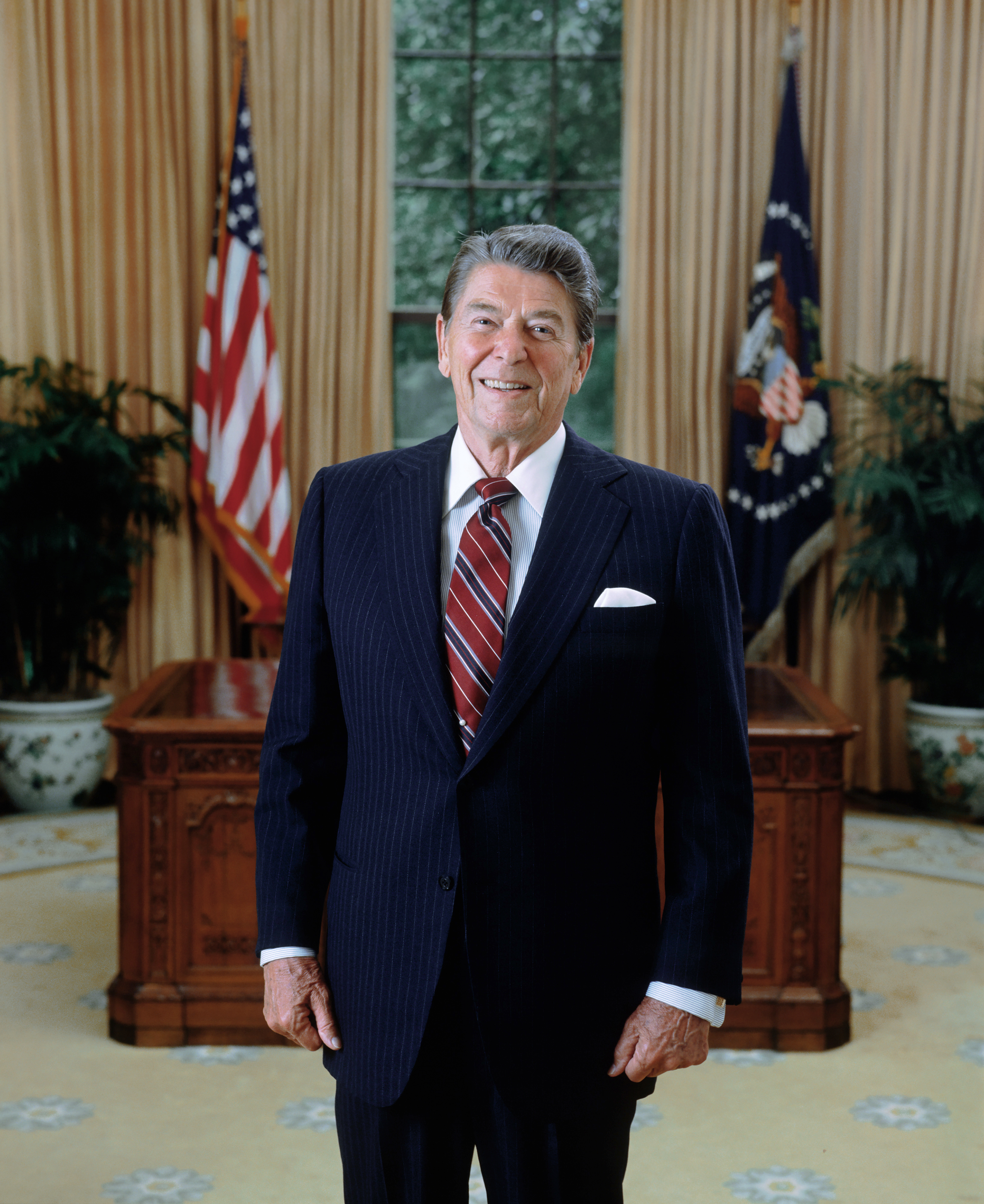
Retrato oficial do segundo mandato de Ronald Reagan, junho de 1985
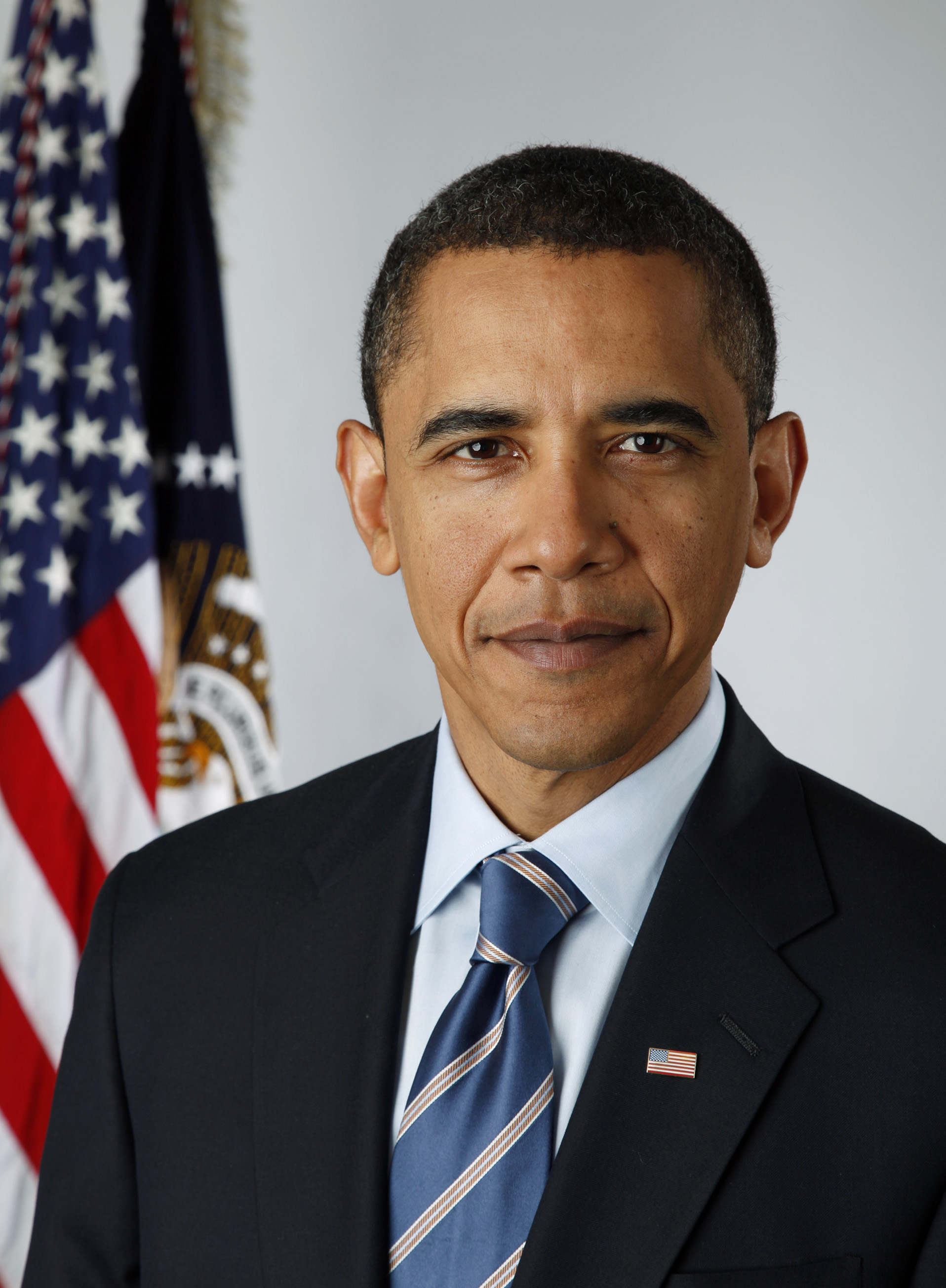
Retrato oficial do primeiro mandato de Barack Obama, janeiro de 2009
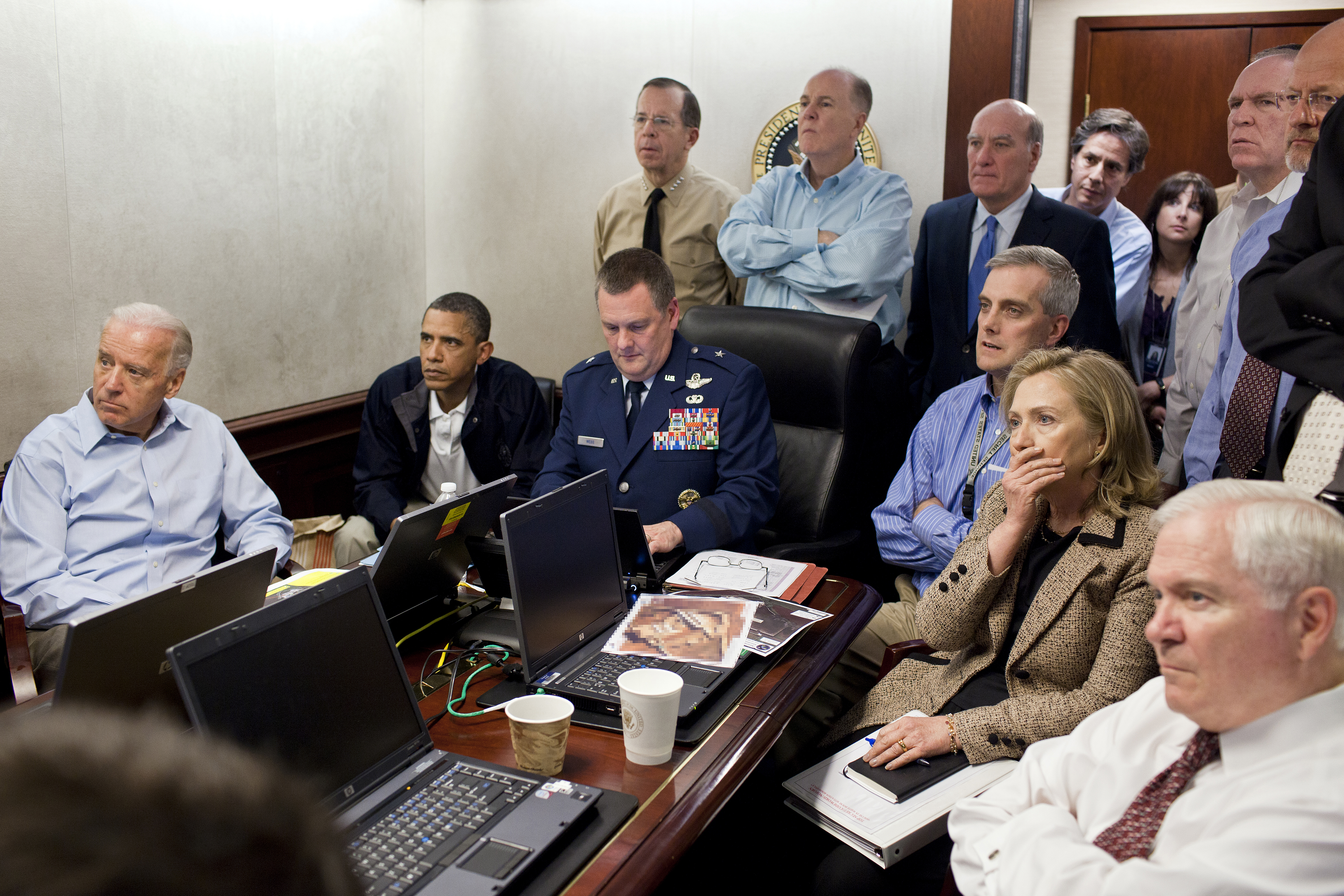
A Sala de Situação (2011) de Souza tornou-se uma das mais vistas no Flickr .

## Livros de fotografia
- Unguarded Moments: Behind-the-scenes Photographs of President Reagan, Tapestry Pr, 1997. ISBN 1-930819-37-4
- Plebe summer at the U.S. Naval Academy: photographs. P. Souza, 2003. ISBN 0-9729426-0-2
- Images of Greatness: An Intimate Look at the Presidency of Ronald Reagan, Triumph Books, 2004. ISBN 1-57243-701-4.
- The Rise of Barack Obama, Triumph Books, 2009. ISBN 1-60078-313-9.
- The President's Photographer: Fifty Years Inside the Oval Office, with John Bredar. National Geographic, 2010. ISBN 1-4262-0676-3.
- Obama: An Intimate Portrait, Little, Brown and Company, 2017. ISBN 0-3165-1258-3.
- Shade: A Tale of Two Presidents, Little, Brown and Company, 2018. ISBN 0-3164-2182-0.